# К-456 «Тверь»
К-456 «Тверь» — российский атомный подводный ракетный крейсер проекта 949А «Антей», входящий в состав Тихоокеанского флота.

## История
Крейсерская подводная лодка К-456 была заложена 9 февраля 1988 года в цехе № 55 Севмаша в городе Северодвинске под заводским номером 649 Экипаж корабля был сформирован в 1989 году и с августа 1989 по февраль 1991 года прошёл обучение в учебном центре ВМФ в г.Обнинске. 28 июня 1991 года К-456 выведен из цеха и спущен на воду, входил в состав 339-й отдельной бригады строящихся подводных лодок Северного флота ВМФ СССР. 15 февраля 1992 года корабль получил имя «Касатка». Ввод К-456 в строй состоялся 18 августа 1992 года.

### В составе Северного флота
30 декабря 1992 года «Касатка» прибыла к месту базирования в Западную Лицу. 5 февраля 1993 года зачислена в состав Северного флота и вошла в состав 11-й дивизии подводных лодок.
В августе-сентябре того же года экипаж К-410 под командованием А. П. Ефанова подготовил корабль к межтеатровому переходу на Тихоокеанский флот подо льдами Арктики, после чего осуществил этот переход. 28 сентября «Касатка» вошла в состав 10-й дивизии подводных лодок Тихоокеанского флота.

### В составе Тихоокеанского флота

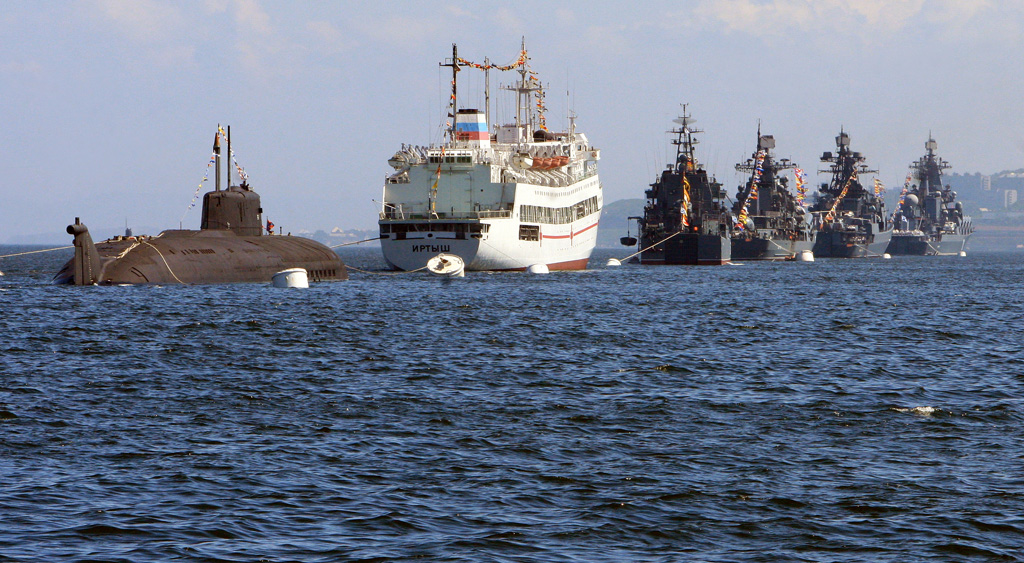
Во время репетиции военно-морского парада во Владивостоке. На переднем плане — атомная подводная лодка К-456 «Тверь», 25 июля 2008 года.

Осенью 1993 года К-456 провёл ракетные стрельбы.
25 сентября 1995 года впервые провёл совместную ракетную стрельбу по одной цели (с К-186 «Омск»), 23 мая 1996 года осуществил подобную ракетную стрельбу совместно с К-132 «Иркутск».
20 июня 1996 года директивой генштаба переименован в «Вилючинск», но официально продолжил наименоваться «Касатка» (так как переименования должны утверждаться Главкомом ВМФ). В этом же году в составе тактической группы завоевал приз главкома ВМФ по ракетной подготовке.
В июле — августе 1996 года провёл боевую службу, в ходе которой вышел из строя правый гребной вал.
В 2002—2003 годах прошёл средний ремонт на СВРЦ в городе Вилючинск. В октябре 2003 года принят экипажем К-186 «Омск» под командованием В. Дмитриева. К февралю 2004 года благодаря работе экипажа корабль успешно прошёл ходовые испытания и был введён в состав сил постоянной готовности.
В сентябре 2009 года в ходе учений произвёл ракетную стрельбу. 28 января 2011 года приказом главкома ВМФ переименован в «Тверь», в связи с установлением шефских связей с Тверской областью.
В сентябре 2013 года, в рамках учений у берегов Камчатки, был произведён пуск ракет и совершена торпедная атака по надводным целям («главная цель» и корабль охранения).
По результатам 2016 года экипаж атомного подводного крейсера стал победителем соревнований на приз главкома ВМФ среди многоцелевых неатомных и атомных подводных лодок.